# Adamów (gmina Krzymów)
Adamów – wieś w Polsce, położona w województwie wielkopolskim, w powiecie konińskim, w gminie Krzymów.
W latach 1975–1998 miejscowość należała administracyjnie do województwa konińskiego.
Częściami wsi były Adamów-Kolonia i Folwark. Nazwy zniesiono w 2023 r.